# San Millán
San Millán (em castelhano) ou Donemiliaga (em basco) é um município da Espanha na província de Álava, comunidade autónoma do País Basco, de área 85,41 km² com população de 744 habitantes (2007) e densidade populacional de 8,27 hab/km².

## Demografia
| Variação demográfica do município entre 1991 e 2004 | Variação demográfica do município entre 1991 e 2004 | Variação demográfica do município entre 1991 e 2004 | Variação demográfica do município entre 1991 e 2004 |
| --------------------------------------------------- | --------------------------------------------------- | --------------------------------------------------- | --------------------------------------------------- |
| 1991                                                | 1996                                                | 2001                                                | 2004                                                |
| 685                                                 | 691                                                 | 709                                                 | 706                                                 |